# ریکاوری
ریکاوری (بهبودی) یا واحد مراقبت پس از بیهوشی (به انگلیسی: PACU) به منظور پایش و مراقبت از بیماران در حال بهبود از آثار فوری فیزیولوژیک بیهوشی و جراحی طراحی و مجهز شده است. برای ارائه خدمات مطلوب این بخش باید به امکانات مانیتورینگ و احیای بیماران مجهز باشد و به‌طور هم‌زمان باید یک محیط آرام بخش برای فرایند به هوش آمدن بیماران فراهم کند.

## ورود بیمار
پرستار بیهوشی با ورود بیمار به این واحد جزئیات کامل را به پرستار ریکاوری منتقل می‌کند. این موارد شامل:
- شرح حال بیمار
- وضعیت پزشکی، بیهوشی و جراحی بیمار

در این بخش باید توجه خاصی به وضعیت اکسیژن رسانی (پالس اکسی متری)، تهویه (فرکانس تنفس، باز بودن راه هوایی، کاپنوگرافی) و گردش خون بیمار (فشارخون و ضربان قلب) شود. تمام علائم حیاتی در فواصل زمانی ۱۵ دقیقه‌ای ثبت می‌شوند.

## عوارض احتمالی در حین ریکاوری
انواع مختلفی از اختلالات فیزیولوژیک که سیستم‌های متعدد را درگیر می‌سازند باید در طی دوره اقامت بیمار در ریکاوری و حین بازگشت بیمار از فاز بیهوشی و جراحی تشخیص داده شده و درمان شوند. تهوع و استفراغ، نیاز به حمایت راه هوایی فوقانی و بالا رفتن فشارخون (هایپرتانسیون) از جمله شایعترین عوارض ایجاد شده می‌باشند.

### انسداد راه هوایی فوقانی

#### از دست رفتنتون عضلانیحلق
انسداد راه هوایی فوقانی عارضه شایع در دوره پس از عمل می‌باشد. انسداد ثانوی به از دست رفتن تون عضلانی حلق را می‌توان به سادگی با مانور بالا کشیدن فک یا اعمال فشار مثبت راه هوایی از طریق ماسک یا هردو برطرف کرد. در بعضی بیماران ممکن است استفاده از لوله_تراشه یا لارنژیال_ماسک یا ایروی لازم شود.

#### لارنگواسپاسم
عبارت است از اسپاسم ناگهانی تارهای صوتی که باعث انسداد کامل حنجره خواهد شد. این عارضه معمولاً هنگامی که لوله تراشه بیمار خارج شده و وی در حال به هوش آمدن است روی می‌دهد. باز کردن دهان و بالا کشیدن فک و ایجاد فشار مثبت راه هوایی تا حداکثر ۴۰ سانتی‌متر آب اغلب باعث توقف لارنگوسپاسم می‌شود. در صورت به نتیجه نرسیدن راه‌های فوق تجویز ساکسینیل کولین می‌تواند موجب شل شدن اسپاسم و باز شدن راه‌هوایی بیمار شود.

#### آپنه خواب
باید به بیمارانی که دچار آپنه انسدادی هنگام خواب (OSA) هستند در ریکاوری توجه ویژه کرد چون این بیماران مستعد بروز انسداد راه هوایی هستند. لوله تراشه تا هنگام بیداری کامل بیمار و اجرا کردن فرمان خارج نشود. داروهای مخدر و بنزودیازپین‌ها می‌توانند موجب شل شدن عضلات حلق شده و در نهایت موجب انسداد شوند.

### هیپوکسی در ریکاوری
هایپوونتیلاسیون آلوئولی شایعترین علت هیپوکسی گذرای شریانی پس از عمل در دوره بلافاصله پس از عمل است. این عارضه به علتهای مختلف از قبیل چاقی، سن بالا یا پایین، آسیب ریوی و آمبولی ریهایجاد می‌شود.

### دمای بدن و لرز
لرز پس از عمل یکی از عواقب نامطلوب بیهوشی عمومی و اپیدورال می‌باشد. میزان بروز لرز پس از عمل می‌تواند تا حد ۶۵٪ پس از بیهوشی عمومی و ۳۳٪ پس از اپیدورال برسد. هیپوترمی سبب مهار عملکرد پلاکتی، فعالیت فاکتورهای انعقادی و متابولیسم داروها می‌شود. این حالت سبب تشدید خونریزی پس از عمل، طولانی شدن بلاک عصبی-عضلانی و تأخیر در به هوش آمدن می‌شود.

### تهوع و استفراغ
عواقب این عارضه در ریکاوری شامل تأخیر در ترخیص از ریکاوری، بستری شدن در بیمارستان، افزایش وقوع آسپیراسیون ریوی و احساس ناراحتی پس از عمل می‌شود. عوامل ایجادکننده این مشکل به سه دسته تقسیم می‌شوند:
1. عوامل مربوط به بیمار (جنس مؤنث، غیرسیگاری بودن، سن کودکی و سابقه بیماری حرکت)
2. نوع داروی بیهوشی (داروهای بیهوشی استنشاقی، استفاده از اکسید نیترو، دوز بالای نئوستیگمین و تجویز مخدر)
3. عوامل مربوط به جراحی (طول مدت جراحی)

## معیارهای ترخیص از ریکاوری
بیمارانی که امتیاز ۹ یا ۱۰ داشته باشند می‌توانند به بخش بستری منتقل شوند.
| متغیر مورد ارزیابی           | متغیر مورد ارزیابی                                 | امتیاز |
| ---------------------------- | -------------------------------------------------- | ------ |
| فعالیت                       | قادر به حرکت دادن چهار اندام مطابق با دستور        | ۲      |
| فعالیت                       | قادر به حرکت دادن دو اندام مطابق با دستور          | ۱      |
| فعالیت                       | عدم توانایی حرکت دادن اندام‌ها مطابق با دستور       | ۰      |
| تنفس                         | قادر به تنفس عمیق و سرفه بدون مشکل                 | ۲      |
| تنفس                         | دیس پنه                                            | ۱      |
| تنفس                         | آپنه                                               | ۰      |
| گردش خون (فشارخون سیستمیک)   | در محدوده ۲۰٪ سطوح پیش از عمل                      | ۲      |
| گردش خون (فشارخون سیستمیک)   | در محدوده ۲۰٪ تا ۴۹٪ سطوح پیش از عمل               | ۱      |
| گردش خون (فشارخون سیستمیک)   | بیشتر یا مساوی ۵۰٪ سطوح پیش از عمل                 | ۰      |
| هوشیاری                      | کاملا بیدار                                        | ۲      |
| هوشیاری                      | قابل بیدار شدن                                     | ۱      |
| هوشیاری                      | عدم پاسخ                                           | ۰      |
| اشباع اکسیژن (پالس اکسیمتری) | بیشتر ۹۲٪ در هنگام استنشاق هوای اتاق               | ۲      |
| اشباع اکسیژن (پالس اکسیمتری) | نیازمند به اکسیژن مکمل برای حفظ اشباع بیشتر از ۹۰٪ | ۱      |
| اشباع اکسیژن (پالس اکسیمتری) | کمتر از ۹۰٪ حتی با حضور اکسیژن مکمل                | ۰      |